# Rudolf Eckstein
Rudolf Eckstein, född 1 januari 1915, död 25 maj 1993, var en tysk roddare.
Eckstein blev olympisk guldmedaljör i fyra utan styrman vid sommarspelen 1936 i Berlin.